# Sleme (Słowenia)
Sleme – wieś w Słowenii, w gminie Bloke. W 2018 roku liczyła 9 mieszkańców.